# 小行星7015
小行星7015（英語：7015 Schopenhauer）是一颗围绕太阳公转的小行星。1990年8月16日，艾瑞克·怀特·埃尔斯特在拉西拉天文台发现了此天体。
这颗小行星的绝对星等为24.22972等。